# Harmackie
Harmackie (rum. Harmațca, ros. Гармацкое) – wieś o spornej przynależności państwowej (de iure Mołdawia, de facto Naddniestrze), w rejonie dubosarskim, nad Dniestrem, na historycznym Podolu.
W czasach Rzeczypospolitej wieś leżała w województwie bracławskim w prowincji małopolskiej Korony Królestwa Polskiego. Należała m.in. do Lubomirskich. Odpadła od Polski w wyniku II rozbioru. W Imperium Rosyjskim siedziba urzędu gminy w powiecie bałckim guberni podolskiej.